# Aphanius ginaonis
Aphanius ginaonis är en fiskart som först beskrevs av Holly 1929.  Aphanius ginaonis ingår i släktet Aphanius och familjen Cyprinodontidae. Inga underarter finns listade i Catalogue of Life.